# Marija Grazio
Marija Grazio (Dubrovnik, 6. listopada 1965.) je pijanistica i profesorica klavira.
Rođena je u poznatoj dubrovačkoj obitelji glazbenika. Studirala je kod Vladimira Krpana, Marjana Mike, Konstantina Bogina i Slave Gabrielova.
Diplomirala je na Glazbenoj akademiji u Podgorici 1987. godine u razredu Dušana Trbojevića, a 2004. godine završila je poslijediplomski studij kod Dubravke Tomšić-Srebotnjak na Glazbenoj akademiji u Ljubljani. 
Godine 1992. u duetu s violinistom Markom Generom osvaja Nagradu Vjesnika koja nosi ime pijanista Darka Lukića.
Ranih '90-ih bavila se i vizualnom umjetnošću, prvenstveno performanceom, zajedno sa Slavenom Toljem. Od 1997. nastupa solističkiuz razne orkestre izvodeći djela Haydna, Mozarta,  Rahmanjinova, Šostakoviča i drugih. 2001. osniva Glazbenu radionicu Sorgo s ciljem promoviranja dubrovačke glazbene baštine.
Profesorica je glasovira na Glazbenoj školi Luka Sorkočević u Dubrovniku. Bavi se i solo pjevanjem, skladanjem te pisanjem glazbenih kritika. 
Godine 2010. je predstavljena njena izložba "Smrtno ozbiljna trilogija" u Art Radionici Lazareti u Dubrovniku. Godine 2014. predstavlja samostalnu izložbu fotografija pod nazivom „Od-tjes-kob-ljenje“.

## Vanjske poveznice
- Marija Grazio Bio
- Dubrovačka televizija, emisija Građani o gradu, Marija Grazio

.